# چارلز والتر آلفری
چارلز والتر آلفری (انگلیسی: Charles Walter Allfrey; ۲۴ اکتبر ۱۸۹۵ – ۲ نوامبر ۱۹۶۴) فرمانده نظامی اهل بریتانیا بود. وی برندهٔ جوایزی همچون صلیب نظامی شده‌است.